# Chrysosoma punctinerve
Chrysosoma punctinerve är en tvåvingeart som beskrevs av Octave Parent 1935. Chrysosoma punctinerve ingår i släktet Chrysosoma och familjen styltflugor. Inga underarter finns listade i Catalogue of Life.